# سیارک ۱۱۱۵۴
سیارک ۱۱۱۵۴ (به انگلیسی: 11154 Kobushi، نامگذاری:1997YD10) یازده هزار و صد و پنجاه و چهارمین سیارک کشف شده‌است که در ۲۸ دسامبر ۱۹۹۷ کشف شد.
قدر مطلق سیارک برابر ۲۱.۴ است.